# گیتارنواز پیر
گیتارزن پیر یا گیتاریست پیر (انگلیسی: The Old Guitarist) یک نقاشی رنگ و روغن اثر پابلو پیکاسو است که در اواخر سال ۱۹۰۳ - اوایل ۱۹۰۴ آن را به تصویر کشیده‌است. پیرمرد نابینا و نحیف با لباسی مندرس بر روی گیتار خود قوز کرده و آن را در یکی از خیابان‌های بارسلونا در اسپانیا می‌نوازد.
در حال حاضر این اثر در موسسه هنر شیکاگو به عنوان بخشی از مجموعه یادبود هلن بریچ براتلت نگهداری می‌شود و در معرض نمایش عمومی است.

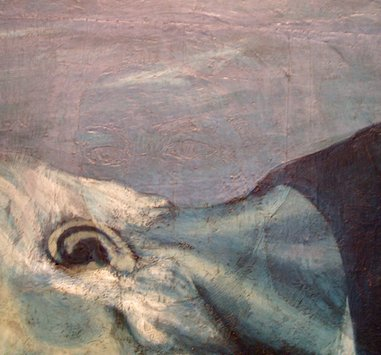
جزئیات تابلو، یک تصویر در زیر نقاشی اصلی دیده می‌شود

این اثر یادگار دوره افسردگی پیکاسو و تأثیرات اکپرسیونیسم نو ظهور آن زمان است. بررسی تابلو با به کارگیری فناوری اشعه ایکس، نتایج حیرت‌آوری را به دنبال داشته‌است. برای مثال چهره زنی در قسمت بالایی گردن مرد نوازنده پیداست.